# Egypt na Letních olympijských hrách 1936
Egypt se účastnil Letní olympiády 1936 v německém Berlíně v 10 sportech. Zastupovalo ho 53 sportovců.

## Medailové pozice
| Medaile | Jméno          | Sport    | Disciplína                      |
| ------- | -------------- | -------- | ------------------------------- |
| Zlato   | Khadr El Touni | Vzpírání | muži střední váha do 75 kg      |
| Zlato   | Anwar Mousbah  | Vzpírání | muži lehká váha do 67,5 kg      |
| Stříbro | Saleh Soliman  | Vzpírání | muži pérová váha do 60 kg       |
| Bronz   | Ibrahim Shams  | Vzpírání | muži pérová váha do 60 kg       |
| Bronz   | Ibrahim Wasif  | Vzpírání | muži lehkotěžká váha do 82,5 kg |